# (34345) 2000 RY
2000 RY (asteroide 34345) é um asteroide da cintura principal. Possui uma excentricidade de 0.15807990 e uma inclinação de 2.27926º.
Este asteroide foi descoberto no dia 1 de setembro de 2000 por LINEAR em Socorro.